# Хеллебайк, Коннор
Ко́ннор Чарльз Хеллебайк (англ. Connor Charles Hellebuyck; род. 19 мая 1993, Окленд, Мичиган) — американский хоккеист, вратарь клуба НХЛ «Виннипег Джетс». Трёхкратный обладатель «Везина Трофи» (2020, 2024, 2025), обладатель «Харт Трофи» (2025). Ранее выступал за «Сент-Джонс Айскэпс» и «Манитоба Мус» (АХЛ).

## Карьера

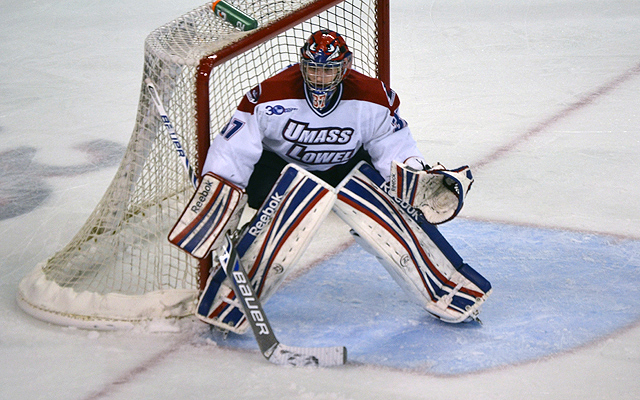
Коннор в 2013 году

27 ноября 2015 года одержал первую победу в НХЛ в игре против «Миннесоты Уайлд». В сезоне 2015/16 провёл 26 матчей и одержал 13 побед, дважды сыграв «на ноль».
С сезона 2016/17 стал основным вратарём «Джетс». В сезоне 2017/18 провёл 67 матчей и одержал 44 победы. В плей-офф 2018 года сыграл 17 матчей, из которых выиграл 9. «Джетс» дошли до финала Конференции, где уступили «Вегасу» (1-4).
24 июля 2017 года подписал новый годичный контракт с «Джетс» на 2,25 млн долларов. 
12 июля 2018 года подписал 6-летний контракт с «Джетс» на 37 млн долларов. В сезоне 2019/20 в 58 матчах регулярного чемпионата одержал 31 победу, показав коэффициент надёжности 0.922 и сыграв 6 матчей «на ноль». По итогам сезона Хеллебайк получил «Везина Трофи».
4 февраля 2021 года одержал 153-ю победу в регулярных сезонах в составе «Джетс», побив рекорд по количеству вратарских побед в истории франшизы «Джетс»/«Трэшерз», принадлежавший Ондржею Павелецу.
9 октября 2023 года Хеллебайк вместе с Марком Шайфли продлили свои контракты с клубом, подписав идентичные соглашения на 7 лет на общую сумму $59,5 млн.
В составе сборной США участвовал в трёх чемпионатах мира 2014, 2015 и 2017 годов.
В 2024 году Коннор Хеллебайк во второй раз в карьере выиграл награду «Везина Трофи», которую вручают лучшему голкиперу сезона в НХЛ.